# Šťávnice
Šťávnice (oficiálně Luhačovický potok) je potok v České republice. Je pravostranným přítokem řeky Olšavy. Délka toku je 26,1 km a povodí má rozlohu 143 km².

## Průběh toku
Pramení u obce Loučka na Zlínsku. Protéká kolem obce Slopné, dále obcemi Sehradice a Dolní Lhota, poté se vlévá do vodní nádrže Luhačovice (též Pozlovická přehrada), z ní teče do nedalekých Luhačovic. Dále protéká blízko Biskupic a Polichnem a těsně před Újezdcem se vlévá do Olšavy.

### Větší přítoky
- Horní Olšava – pravý přítok, vtéká v obci Slopné
- Hájový potok – pravý přítok, vtéká za obcí Slopné
- Olše – pravý přítok, vtéká v obci Dolní Lhota
- Petrůvka – levý přítok, těsně před vodní nádrží Luhačovice
- Pozlovický potok – pravý přítok, před Luhačovicemi
- Černý/Ludkovický potok – pravý přítok, v Biskupicích

## Galerie

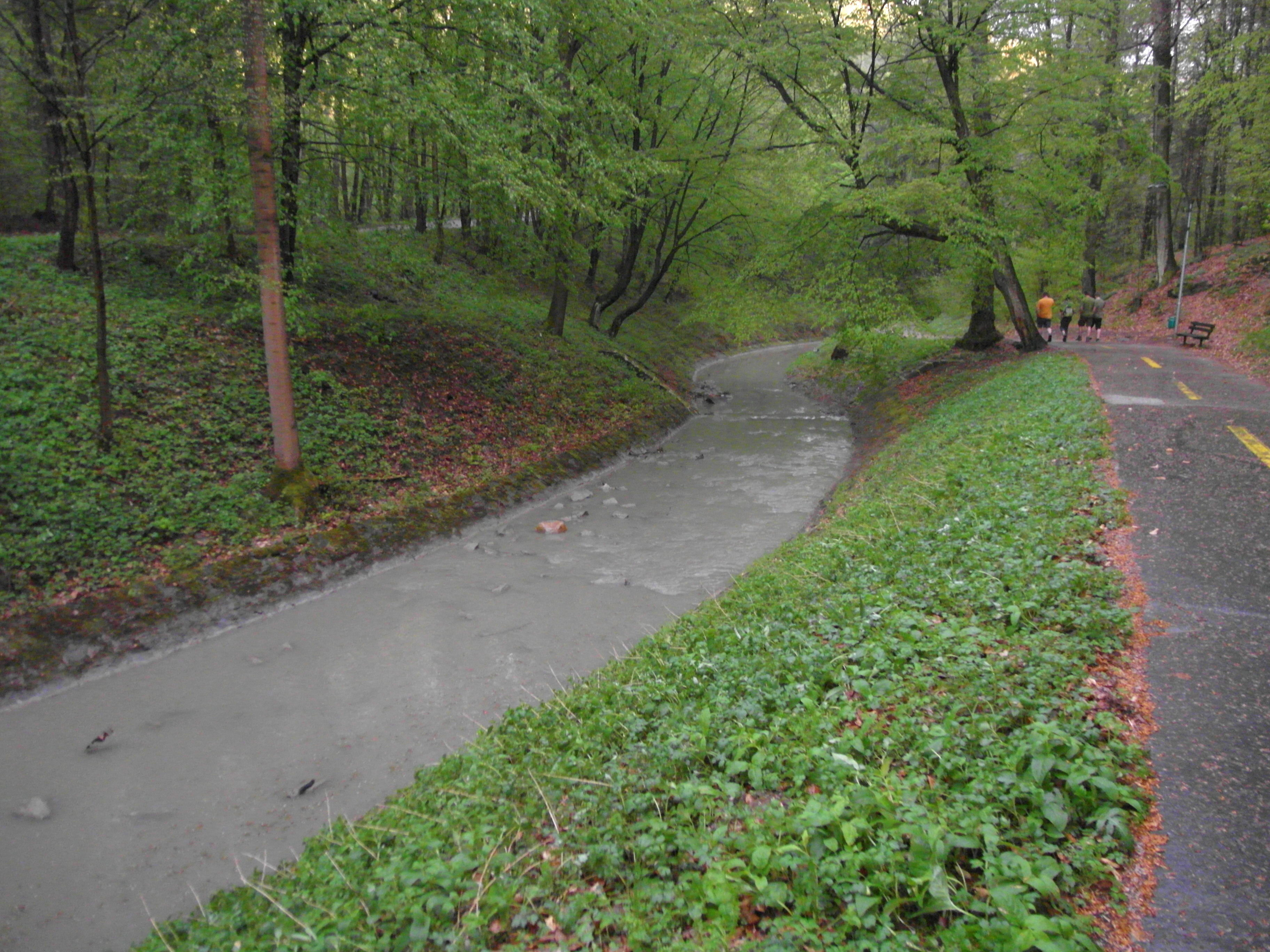
Mezi Luhačovickou přehradou a Luhačovicemi
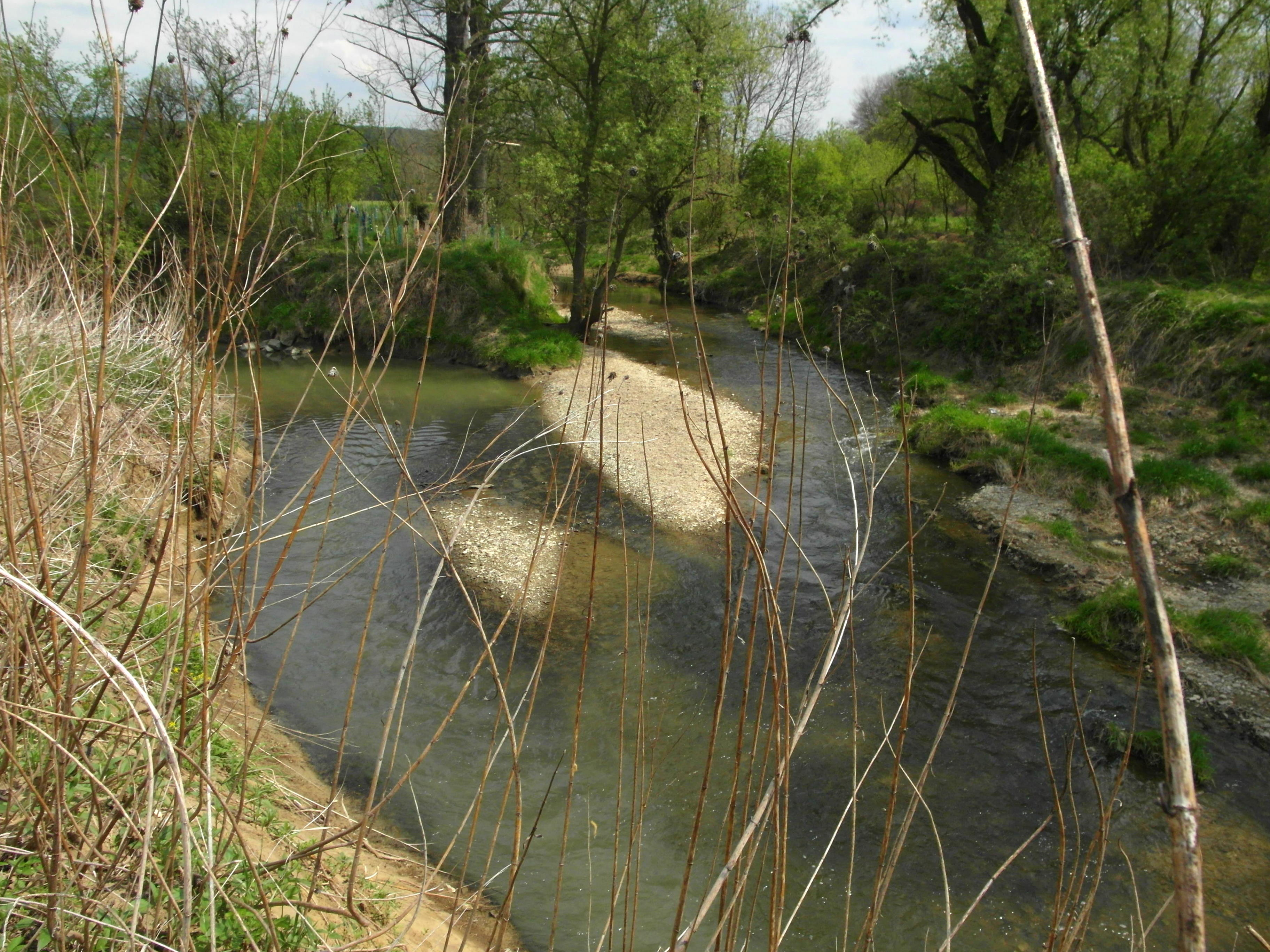
Soutok s Olšavou v Újezdci
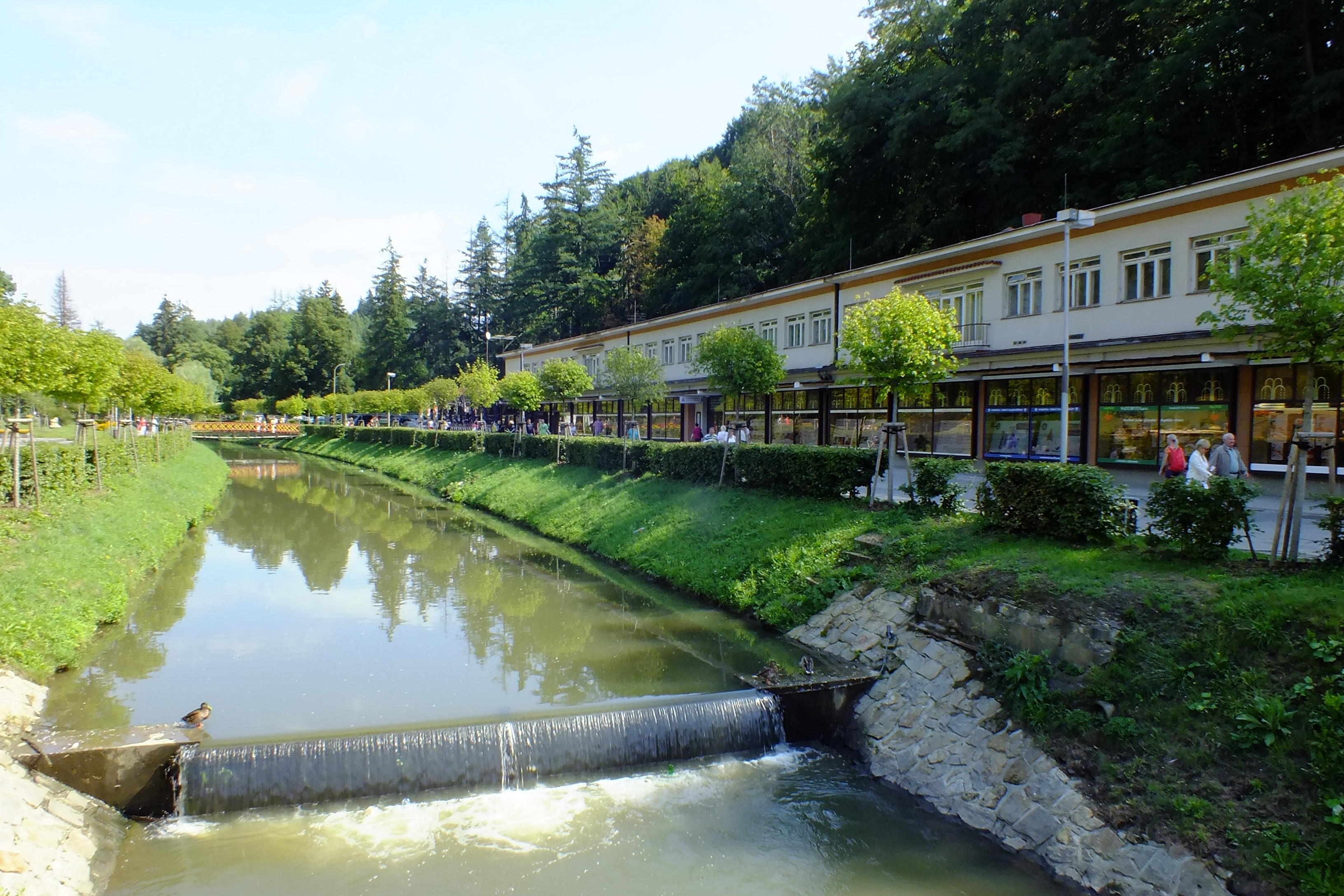
Řeka přímo v centru lázní